# Nepotismo

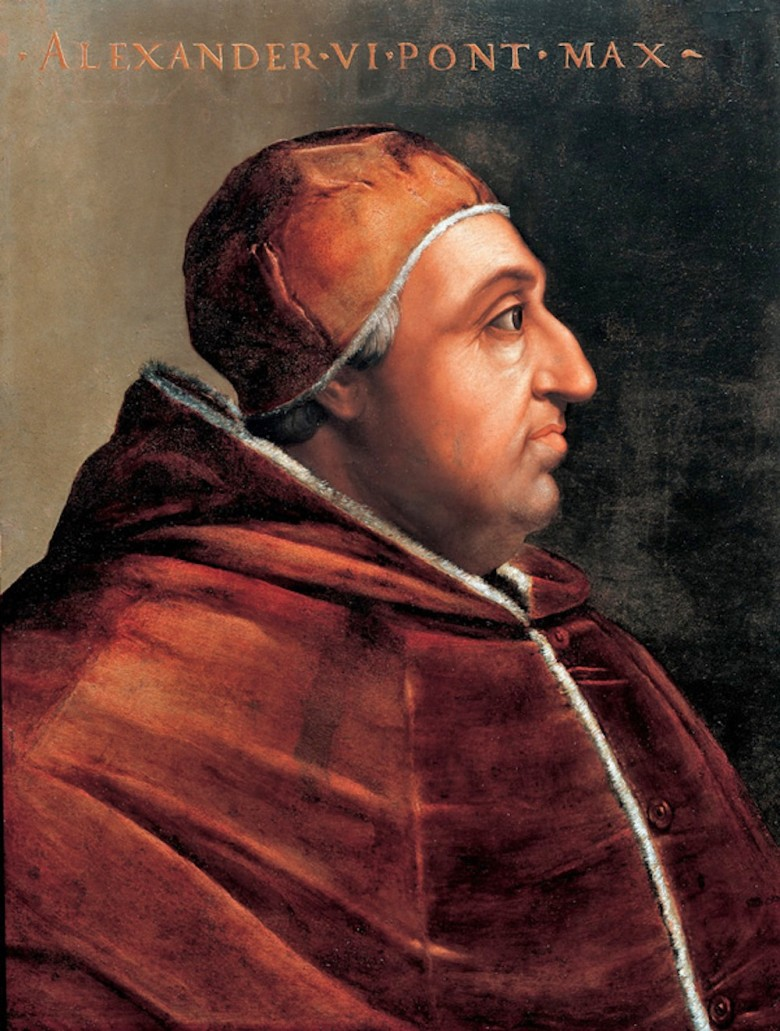
Papa Alexandre VI, que nomeou filho e sobrinhos como cardeais.

Nepotismo (do latim nepos, sobrinho, neto, ou descendente) é o ato de conceder vantagem, privilégio ou posição a parentes em uma ocupação ou área. Essas áreas podem incluir negócios, política, academia, entretenimento, esportes, religião ou saúde. Em conceito, é semelhante ao fisiologismo. Originalmente a palavra aplicava-se exclusivamente ao âmbito das relações do papa com seus parentes (particularmente com o cardeal-sobrinho — (em latim: cardinalis nepos; em italiano:  cardinale nipote), mas atualmente é utilizado como sinónimo da concessão de privilégios ou cargos a parentes, no funcionalismo público como no sector privado. Distingue-se do favoritismo intragrupal, que não implica relações familiares com o favorecido. Tem sido frequentemente observado em autocracias, nas quais as aristocracias tradicionais geralmente disputavam entre si para obter influência, status, etc.
O nepotismo tem sido criticado desde a Idade Antiga por filósofos como Aristóteles, Tiruvalluvar e Confúcio, que o condenavam como maligno e imprudente.

## Origens
No Brasil, a Carta de Caminha é lembrada como o primeiro caso de tentativa de nepotismo documentada no Brasil, embora esta constatação tenha sido refutada. De acordo com a interpretação original, ao final da carta Caminha teria pedido ao rei um emprego ao seu genro.
Devido a isto, a palavra pistolão, muito empregada no Brasil para referenciar um parente ou conhecido que obteve ganhos devido a nepotismo ou favoritismo, teve origem na palavra epístola (carta), devido à carta de apresentação supostamente feita pelo escrivão Pero Vaz de Caminha ao Rei D. Manuel I.

## Tipos

### Político
Nepotismo é uma acusação comum na política, quando um parente de uma figura poderosa ascende a um poder semelhante, aparentemente sem as qualificações adequadas. Acredita-se que a expressão em inglês britânico Bob's your uncle (com o mesmo significado do et voilà! francês) tenha se originado quando Robert Gascoyne-Cecil, 3.º Marquês de Salisbury, promoveu seu sobrinho, Arthur Balfour, ao prestigioso cargo de Secretário-Chefe para a Irlanda, o que foi amplamente visto como um ato de nepotismo.

### Econômico
A herança tem sido vista por alguns como uma forma de nepotismo.

### Organizacional
O nepotismo nas organizações leva à monopolização do poder porque, quando os membros envolvidos na tomada de decisões institucionais são parentes, as decisões tomadas dentro das instituições correm o risco de favorecer um grupo de pessoas intimamente relacionadas.
O nepotismo também pode ocorrer dentro de organizações, quando uma pessoa é contratada devido a laços familiares. Geralmente, é visto como antiético, tanto por parte do empregador quanto do empregado. Uma das consequências do nepotismo em uma organização é a criação de uma limitação na rede de contatos da organização, reduzindo as oportunidades de negociação com outros círculos sociais, o que pode levar à redução do sucesso e da duração das organizações a longo prazo.

#### No emprego
Nepotismo no trabalho pode significar maiores oportunidades no emprego, obtenção de um emprego ou recebimento de salário superior ao de outras pessoas em situação semelhante. Há argumentos tanto a favor quanto contra a concessão de emprego por vínculo familiar, o que é mais comum em pequenas empresas familiares. Por um lado, o nepotismo pode proporcionar estabilidade e continuidade. Críticos citam estudos que demonstram diminuição do moral e do comprometimento de funcionários não relacionados, além de uma atitude geralmente negativa em relação a cargos superiores preenchidos por meio de nepotismo. Um artigo da revista Forbes afirmou que "não há escada para subir quando o degrau mais alto está reservado para pessoas com um certo nome". Contratar pessoas íntimas favorece a perpetuação das ideias ou objetivos de quem as emprega, sabendo que as pessoas ao seu redor irão apoiá-las. No entanto, isso pode levar à falta de pessoal competente ou à redução da produtividade porque, mesmo que os funcionários não sejam as melhores opções para suas funções, eles serão protegidos por aqueles que os empregam.

#### No entretenimento
Na indústria do entretenimento, acusações de "nepotismo" são feitas em casos de favoritismo prima facie a parentes, geralmente apelidados de nepo babies ("bebês do nepotismo", numa tradução livre).
- O diretor de televisão Boninho, por talentoso que seja, deve sua carreira à influência do então diretor-geral da TV Globo, Boni.[20]
- A atriz Fernanda Torres, primeira ganhadora de uma Palma de Ouro no Brasil, e que estrelou o primeiro filme ganhador de um Oscar no país, é filha dos consagrados atores teatrais Fernanda Montenegro e Fernando Torres.[21]
- Clarice Falcão, atriz e cantora que ficou conhecido pelos vídeos do Porta dos Fundos, é filha do cineasta João Falcão e da escritora e roteirista Adriana Falcão.[21]
- O cantor Fiuk é filho do cantor e ator Fábio Jr. e meio-irmão de Cleo Pires (filha da atriz Glória Pires).[21]
- Em dezembro de 2022, a revista New York apresentou em sua capa (onde denominava 2022 como "O Ano do Nepo baby") celebridades notáveis (Maude Apatow, Lily-Rose Depp, Maya Hawke, Dakota Johnson, Ben Platt, Jack Quaid, Zoë Kravitz e John David Washington) cujos sucessos profissionais foram alcançados por meio do nepotismo.[22][23][24]

#### Nos esportes
Casos de nepotismo nos esportes não são exatamente raros, particularmente no Brasil, onde presidentes de federações e confederações podem se eternizar por décadas como presidentes. Há ainda aqueles que, valendo-se da influência dos cargos, inscrevem filhos e outros parentes em competições para as quais não possuem qualificações mínimas.

#### No meio acadêmico
O nepotismo também está presente no meio acadêmico, onde é comum que professores tenham seus parceiros, e às vezes filhos, contratados pela mesma instituição em que trabalham. Na segunda metade do século XX, pelo menos nos Estados Unidos, isso era muito menos frequente, pois as universidades normalmente mantinham políticas antinepotismo muito rígidas. Países com altos níveis de corrupção e sistemas de ensino superior com baixa competição entre universidades, geralmente apresentam níveis mais altos de corrupção no meio acadêmico. A Itália é conhecida por ter níveis particularmente altos de nepotismo em seu sistema acadêmico, quando comparada a outras nações desenvolvidas. O nepotismo é frequentemente elogiado por favorecer o emprego feminino no meio acadêmico. Em países como o Brasil, onde a presença feminina em quadros docentes de pós-graduação ainda é reduzida, o nepotismo acadêmico talvez possa ser encarado como uma atitude positiva, ainda que discutível.

## Brasil
No Brasil, o nepotismo afeta fortemente a integridade das instituições públicas, incluindo os órgãos de auditoria responsáveis por fiscalizar as decisões do Executivo (federal, estadual, distrital e municipal). Estudos indicam que cerca de 30% dos juízes auditores têm parentesco direto com outros políticos, criando uma rede de laços familiares que pode levar a conflitos de interesse e reduzir a eficácia da supervisão independente (Transparência Internacional, 2023). Essa alta taxa de nepotismo frequentemente resulta em resultados de auditoria tendenciosos, minando a confiança pública e obstruindo a governança justa. A presença dessas redes familiares dentro dos órgãos reguladores não apenas compromete a transparência, mas também perpetua a ineficiência e a corrupção, limitando os esforços de reforma em todo o cenário político brasileiro (Instituto Não Aceito Corrupção, 2022).
Em estudo realizado em 2014 pela Transparência Brasil, foi revelado que nos tribunais de contas, "de cada dez conselheiros, seis são ex‐políticos, dois sofrem processos na Justiça ou nos próprios Tribunais de Contas e 1,5 é parente de algum político local".

### Nepotismo no governo Bolsonaro
No dia 11 de Julho de 2019 o presidente Jair Bolsonaro disse que cogitava a indicação de seu filho Eduardo Bolsonaro para o cargo de embaixador do Brasil nos Estados Unidos. Tal afirmação foi seguida de críticas sobre um possível caso de nepotismo, sendo comentada pelo ministro do STF, Marco Aurélio Melo: “Não tenho a menor dúvida (de que é nepotismo). Sob a minha ótica, não pode, é péssimo […]”, no entanto essa discussão não ficou definida, sendo tema de discussões sobre o cargo de embaixador ser um cargo político ou não, argumento necessário para a inclusão do caso como nepotismo. A suposta indicação foi reforçada pelo presidente no dia 16 de Julho. Em 18 de agosto, a Consultoria do Senado concluiu que a indicação era sim, um caso de nepotismo.